# Explozia de la Piața Centrală din Chișinău
Explozia de la Piața Centrală din Chișinău a avut loc în data de 9 ianuarie 2016 în cantina „La Soacra” din Piața Centrală, din cauza unei butelii de gaz. În urma deflagrației 17 persoane au avut nevoie de îngrijiri medicale, trei femei în stare foarte gravă au fost transportate la Spitalul de Arsuri din București. Două dintre acestea și un bărbat internat la Chișinău au murit. 
Administratorii localului, soț și soție, au fost reținuți și riscă până la 10 ani de pușcărie pentru nerespectarea regulilor securității muncii, utilizarea ilegală a obiectelor ce pot provoca explozii în încăperi și vătămare corporală din imprudență.

## Victime
În urma exploziei au murit 3 persoane, alte 13 fiind rănite.
Prima persoană, un bărbat, a decedat în data de 17 ianuarie, a doua persoană, o femeie, a murit la Spitalul de Arși din București pe 21 ianuarie, o a treia femeie, în vârstă de 36 de ani, a decedat și ea la București, pe data de 25 ianuarie.

## Legături externe
- (VIDEO) Explozie ‪„La Soacra”‬ din Piața Centrală, Chișinău zdg.md, 09.01.2016
- Explozia de la Piata Centrala. Doua femei au fost operate la Bucuresti. Pacientii internati in Chisinau sunt in afara oricarui pericol protv.md, 12.01.2016